# Hôtel Jerphanion-Cambacérès
L'hôtel Jerphanion-Cambacérès est un monument situé dans la ville du Puy-en-Velay dans le département de la Haute-Loire.
La façade ouest, le vestibule et la cage d'escalier, la salle à manger avec ses boiseries et ses gypseries sont classés au titre des monuments historiques par arrêté du 11 décembre 1987. Les façades et les toitures (à l'exclusion de la façade ouest) sont inscrits au titre des monuments historiques par arrêté du 11 décembre 1987.